# Banque atlantique
Pour les articles homonymes, voir BACI.
Banque Atlantique est un groupement de huit banques ouest-africaines basé à Abidjan[réf. souhaitée] et créé sous le nom de Banque Atlantique Côte d'Ivoire (BACI) par arrêté no 1376 du 11 août 1978, avec un capital initial de 1 000 000 000 francs CFA. Elle est régie par la loi no 90-589 du 25 juillet 1990 portant réglementation bancaire.
À partir de 2012, elle devient une filiale du groupe Banque Centrale Populaire (BCP) du Maroc.

## Historique
Les principaux faits marquants de l’historique du Groupe Banque Atlantique sont les suivants :
- 1978 : Création de la Banque atlantique Côte d’Ivoire (BACI)
- 1997 : Création de la Compagnie bancaire de l'Atlantique Côte d'Ivoire (COBACI) par la reprise des activités de Barclays Bank en Côte d’Ivoire
- 2001 : Création de la SGI Atlantique Bourse, devenue en 2003 SGI Atlantique Finance et depuis 2012 banque d'affaires
- 2004 : Création du GIE Informatique
- 2005 :
  - Création d’Atlantique Financial Group (AFG), holding financière
  - Ouverture de la Banque atlantique Bénin (août 2005)
- 2006 :
  - Ouverture de la Banque atlantique Niger (février 2006)
  - Ouverture de la Banque atlantique Burkina Faso (mars 2006)
  - Ouverture de la Banque atlantique Mali (avril 2006)
  - Ouverture de la Banque atlantique Togo (avril 2006)
  - Ouverture de la Banque atlantique Sénégal (septembre 2006)
- 2007 : Création de la SSII Atlantique Technologies SA, à la suite de la dissolution du GIE Informatique.
- 2008 : 
  - Prise de participation majoritaire dans la Société Money Cash Worldwide
  - Fusion par absorption de la COBACI par BACI
  - Agrément de la Banque atlantique Cameroun
- 2012 : Création de la holding Atlantic Financial International (ABI) en partenariat avec le Groupe Banque centrale populaire du Maroc.
- 2014 : Prise de participation de ABI dans le capital des Compagnies d’Assurance du Groupe Atlantique : GTA C2A au Togo et Atlantique Assurance (IARD et VIE) en Côte d’Ivoire.
- 2015 : La Banque centrale populaire acquiert 10 % supplémentaires dans Atlantic Business International, portant sa part à 75 % du holding[2].
- 2016 : Ouverture de la Banque atlantique Guinée Bissau (octobre 2016).